# Ral·li dels Rideau Lakes
El Ral·li dels Rideau Lakes (en angès, Rally of the Rideau Lakes) fou un ral·li que es disputà al Canadà i que va formar part del Campionat Mundial de Ral·lis el 1974, en aquella ocasió amb sortida i arribada a Ontario. La prova es disputava sobre terra i, ocasionalment, sobre neu.

## Guanyadors
| Any  | Edició                 | Pilot         | Copilot        | Cotxe             | Camp. |
| ---- | ---------------------- | ------------- | -------------- | ----------------- | ----- |
| 1974 | 3rd Rally Rideau Lakes | Sandro Munari | Mario Mannucci | Lancia Stratos HF | WRC   |